# ام‌اس آموریا
ام‌اس آموریا (به انگلیسی: MS Amorella) یک کشتی است که طول آن ۱۶۹٫۴۰ متر (۵۵۵ فوت ۹ اینچ) می‌باشد. این کشتی در سال ۱۹۸۷ ساخته شد.